# Милан Попмихайлов
Милан Попмихайлов Михайловски (изписване до 1945 година: Миланъ попъ Михайловъ) е български революционер, Тиквешки деец на Вътрешната македоно-одринска революционна организация.

## Биография
Милан Попмихайлов е роден през 1881 година в Кавадарци, тогава в Османската империя в семейството на свещеник Михайле Михайловски. Завършва основно българско училище и II клас в българската прогимназия в Кавадарци, след което заминава за столицата Цариград, където завършва III клас в местното българско училище и постъпва в Цариградската българска духовна семинария. В семинарията е сред основателите на революционен кръжок, а по-късно става и ръководител на Цариградския революционен комитет на ВМОРО.
След завършването на семинарията в 1902 година, е назначен за главен български учител в Кавадарци, където става един от петимата членове на Тиквешкия окръжен революционен комитет заедно с Лазар Мишев, Христо Попантов, Иван Льомчев и Александър Спирков. Заедно с войводата Петър Юруков укрепват позициите на революционната организация в Тиквеш.
През пролетта на 1903 година на Тодоровден се среща пристигналия начело на чета в Тиквеш Борис Сарафов и заминава за Цариград и оттам като огняр на кораб за България, за да организира доставяне на оръжие за Тиквешко. Същевременно Мишев става нелегален секретар на Тиквешката чета, Спирков става нелегален в Прилепската и загива в сражение, а Льомчев е арестуван. В България Попмихайлов намира оръжие и организира чета. Заедно с Тимо Ангелов заминава за Пловдив, за да приготвят адска машина, с която да се взриви влакът по линията Одрин - Цариград. На 26 юли при изнасяне на куфара с бомбата от къщата на Михаил Герджиков, тя се взривява и убива Попмихайлов, Ангелов и още един мъж и една жена.